# Kanton Vitry-le-François-Est
Der Kanton Vitry-le-François-Est war bis 2015 ein französischer Wahlkreis im Arrondissement Vitry-le-François, im Département Marne und in der Region Champagne-Ardenne; sein Hauptort war Vitry-le-François. Vertreter im Generalrat des Départements war von 1976 bis 2008 Jean-Marc Teissier, ihm folgte Mariane Dorémus nach.

## Gemeinden
Der Kanton bestand aus 15 Gemeinden und einem Teil der Stadt Vitry-le-François (angegeben ist hier die Gesamteinwohnerzahl):
| Gemeinde                  | Einwohner Jahr | Fläche km² | Bevölkerungsdichte | Code INSEE | Postleitzahl |
| ------------------------- | -------------- | ---------- | ------------------ | ---------- | ------------ |
| Ablancourt                | 146 (2013)     | –          | – Einw./km²        | 51001      | 51240        |
| Aulnay-l’Aître            | 144 (2013)     | –          | – Einw./km²        | 51022      | 51240        |
| Bignicourt-sur-Marne      | 356 (2013)     | –          | – Einw./km²        | 51059      | 51300        |
| La Chaussée-sur-Marne     | 814 (2013)     | –          | – Einw./km²        | 51141      | 51240        |
| Couvrot                   | 873 (2013)     | –          | – Einw./km²        | 51195      | 51300        |
| Frignicourt               | 1.846 (2013)   | –          | – Einw./km²        | 51262      | 51300        |
| Lisse-en-Champagne        | 125 (2013)     | –          | – Einw./km²        | 51325      | 51300        |
| Luxémont-et-Villotte      | 414 (2013)     | –          | – Einw./km²        | 51334      | 51300        |
| Marolles                  | 910 (2013)     | –          | – Einw./km²        | 51352      | 51300        |
| Merlaut                   | 245 (2013)     | –          | – Einw./km²        | 51363      | 51300        |
| Saint-Amand-sur-Fion      | 1.078 (2013)   | –          | – Einw./km²        | 51472      | 51300        |
| Saint-Lumier-en-Champagne | 266 (2013)     | –          | – Einw./km²        | 51496      | 51300        |
| Saint-Quentin-les-Marais  | 132 (2013)     | –          | – Einw./km²        | 51510      | 51300        |
| Soulanges                 | 492 (2013)     | –          | – Einw./km²        | 51557      | 51300        |
| Vitry-en-Perthois         | 885 (2013)     | –          | – Einw./km²        | 51647      | 51300        |
| Vitry-le-François         | 13.174 (2013)  | –          | – Einw./km²        | 51649      | 51300        |